# Пшиборув (Свентокшиське воєводство)
Пшиборув (пол. Przyborów) — село в Польщі, у гміні Бодзехув Островецького повіту Свентокшиського воєводства.
Населення — 290 осіб (2011).
У 1975—1998 роках село належало до Келецького воєводства.

## Демографія
Демографічна структура на день 31 березня 2011 року:
|          | Загалом | Допрацездатний вік | Працездатний вік | Постпрацездатний вік |
| -------- | ------- | ------------------ | ---------------- | -------------------- |
| Чоловіки | 145     | 24                 | 103              | 18                   |
| Жінки    | 145     | 21                 | 81               | 43                   |
| Разом    | 290     | 45                 | 184              | 61                   |